# Eupelmophotismus angustifrons
Eupelmophotismus angustifrons är en stekelart som först beskrevs av Girault 1927.  Eupelmophotismus angustifrons ingår i släktet Eupelmophotismus och familjen puppglanssteklar. Inga underarter finns listade i Catalogue of Life.